# Giuseppe Prestipino
Giuseppe Prestipino (ur. 1 marca 1922, zm. 17 września 2020) – włoski filozof marksistowski.

## Życiorys
W młodości, w czasie II wojny światowej, przebywał w Libii w Trypolisie. Był dziennikarzem, działaczem związków zawodowych, a po 1944 roku aktywnym członkiem włoskiej partii komunistycznej, zasiadał w komitecie centralnym partii. Będąc nauczycielem akademickim, uczył na Rzymskim Uniwersytecie Sapienza, a także w Sienie. Najczęściej wiązany jest właśnie z Università di Siena. Był tam profesorem filozofii teoretycznej i filozofii historii, kierował Centrum Mario Rossi. Redagował włoskie wydania dzieł Marksa w latach 70. Swoje zainteresowania naukowe koncentrował wokół myśli Gramsciego. Poza tym był także prezesem Centro per la Filosofia Italiana oraz redaktorem czasopisma "Il Contributo".
Główne jego prace to:
- Natura e società (1973);
- Da Gramsci a Marx (1979);
- Modelli di strutture storiche (1993);
- Narciso e l'automobile (2000);
- Realismo e utopia. In memoria di Lukács e Bloch (2002);
- Tre voci nel deserto. Vico Leopardi Gramsci (2006);
- La memoria del futuro. Ridefinire il capitalismo, ripensare il comunismo (2006);
- Gramsci vivo e il nostro tempo (2008);
- Diario di viaggio nelle città gramsciane (2011);
- Frammenti di vita ingiusta (2012).